# Bifacial solcell
En bifacial solcell är en fotovoltaisk solcell som kan producera elektrisk energi när den är upplyst från framsidan eller baksidan. Däremot producerar monofaciala (enkelsidiga) solceller elektricitet endast när fotoner träffar deras framsida. Bifaciala solceller kan använda sig av albedostrålning, vilket är användbart för applikationer där mycket ljus reflekteras på ytor, exempelvis på tak. Konceptet introducerades som ett sätt att öka energiproduktionen hos solceller. Solcellers verkningsgrad, definierad som förhållandet mellan infallande ljuseffekt och genererad elektrisk effekt under en eller flera solar (1 sol = 1000W/m 2  ), mäts separat för den främre och bakre ytan för bifaciala solceller. Bifacialfaktorn (%) definieras som förhållandet mellan verkningsgraden från bestrålning av baksidan i förhållande till effektiviteten då endast framsidan blir utsatt för samma bestrålning.
De allra flesta solceller idag är gjorda av kisel (Si). Kisel är en halvledare och som sådan är dess yttre elektroner i ett intervall av energier som kallas valensbandet. Ovanför valensbandet finns det ett förbjudet band, eller bandgap, av energier inom vilket ingen elektron kan existera, och längre ovanför finner vi ledningsbandet. Ledningsbandet hos halvledare är nästan tomt på elektroner, men det är där valensbandselektroner kommer att hamna efter att ha exciterats av absorptionen av fotoner. De exciterade elektronerna har mer energi än de vanliga elektronerna i halvledaren. Den elektriska ledningsförmågan hos Si är ytterst liten. Genom att dopa Si med fosforatomer får materialet fler elektroner lokaliserade i ledningsbandet. Kisel som har fått extra negativa laddningar kallas n-dopat, och dess konduktivitet kan modifieras genom att ändra mängden av dopatomer. Alternativt ger dopning med bor- eller aluminiumatomer p-dopat Si, med ett överskott av positiv laddning. Dessa dopatomer hämtar elektroner från valensbandet och lämnar kvar så kallade hål i det, som beter sig som virtuella positiva laddningar.
Si-solceller är vanligtvis dopade med bor, så de beter sig som en p-dopad halvledare och har ett smalt (~0,5 mikrometer) n-dopat skikt vid ytan. Mellan den p-dopade och n-dopade regionen bildas den så kallade pn-övergången, där ett elektriskt fält bildas som separerar elektroner och hål, elektronerna drivs mot n-dopade skiktet vid ytan och hålen mot det p-dopade området. När ljus träffar solcellen genereras ett överskott av elektron-hålpar, eftersom fler elektroner exciteras. Fler elektroner i rörelse leder till att en fotoström skapas, som kan fångas upp av metallkontakter placerade på båda sidorna om halvledaren. Elektron-hål-paren som genereras av ljus utanför pn-övergången hinner inte fångas upp av det elektriska fältet innan de rekombineras. Det är också möjligt att låta det n-dopade området vara den större delen av solcellen och att den endast har ett tunt p-dopat skikt. En monofacial solcell producerar endast ström när ytan där pn-övergången har bildats är upplyst. Istället är en bifacial solcell utformad på ett sådant sätt att cellen kommer att producera en fotoström när endera sidan, fram eller bak, är upplyst.
Bifaciala solceller och moduler (flera serie- eller parallellkopplade solceller) uppfanns och producerades först i slutet av 1970-talet och blev en populär solcellsteknik på 2010-talet. Det förutses att bifaciala solceller kommer att ha blivit den ledande metoden för tillverkning av solceller vid år 2030. 